# Naval Sea Systems Command
Il Naval Sea Systems Command (NAVSEA) è un comando dell'U.S. Navy, responsabile della ricerca e sviluppo dei mezzi navali in dotazione alla United States Navy. Il quartier generale è situato presso la Washington Navy Yard, nel Distretto di Columbia.

## Missione
Il comando progetta, costruisce, consegna e mantiene navi, sottomarini e sistemi in maniera affidabile, nei tempi e nei costi per la U.S. Navy.

## Organizzazione
- Commander Naval Sea Systems Command
  - Naval Nuclear Propulsion SEA 08
  - Comptroller SEA 01
  - AEGIS Technical Representative
  - Surface Combat Systems Center
  - Contracts SEA 02
  - AEGIS BMD
  - Cyber Engineering & Digital Transformation SEA 03
  - Industrial Operations SEA 04
    - Naval Shipyards
    - Supervisor of Shipbuilding, Conversion and Repair (SupShips)
    - Japan SRF
    - RASO

  - Naval Systems Engineering & Logistics SEA 05
    - Naval Ordnance Safety & Security Activity (NOSSA)

  - Undersea Warfare SEA 07
  - Naval Surface Warfare Centers (NWSC)
  - Naval Undersea Warfare Center (NUWC)
  - Total Force & Corporate Operations SEA 10
  - Surface Ship Maintenance, Modernization & Sustainment SEA 21
    - Surface Maintenance Engineering, Planning and Procurement (SURFMEPP)
    - Inactive Ships Management Office
    - Naval Regional Maintenance Center, Norfolk, Virginia
      - Mid-Atlantic Regional Maintenance Center (MARMC), Norfolk, Virginia - Equipaggiata con il Bacino galleggiante USS Dynamic (AFDL-6)
      - Southeast Regional Maintenance Center (SERMC), Mayport, Florida
      - Southwest Regional Maintenance Center (SWRMC), San Diego, California
      - Forward Deployed Regional Maintenance Center (FDRMC) Napoli, Italia con distaccamenti a Manama, Bahrain e Rota, Spagna

### Program Executives Offices -PEO
- PEO Ships
- PEO Unmanned & Small Combatants
- PEO Attack Submarines
  - Submarine Maintenance Engineering, Planning and Procurement (SUBMEPP)
- PEO Strategic Submarines
- PEO Undersea Warfare Systems
- PEO Integrated Warfare Systems
- PEO Aircraft Carriers
  - Carrier Planning Activity